# Moyamba
Moyamba est une ville située dans la province du Sud, en Sierra Leone. Il s'agit de la capitale et de la plus grande ville du district de Moyamba.

## Personnalités liées
- Siaka Stevens, 2e président de Sierra Leone
- Umu Hawa Tejan-Jalloh, (1949 -) première femme présidente de la Cour suprême de Sierra Leone 2008 à 2015.
- Ella Koblo Gulama (1921-2006), femme politique et première femme ministre au Sierra Leone et en Afrique subsaharienne, née et morte à Moyamba.

## Source
- (en) Cet article est partiellement ou en totalité issu de l’article de Wikipédia en anglais intitulé « Moyamba » (voir la liste des auteurs).